# Entradas e Bandeiras (álbum)
Entradas e Bandeiras é o quinto álbum de estúdio da cantora de rock brasileiro Rita Lee e o terceiro com a banda Tutti Frutti, lançado em 1976 pela Som Livre. A faixa "Bruxa Amarela" foi composta por Raul Seixas e Paulo Coelho. Traz ainda as canções "Coisas da Vida" e "Corista de Rock".
Vendeu cerca de 90 mil cópias.

## Faixas
| N.º            | Título                            | Compositor(es)                                    | Duração |  |
| 1.             | "Corista de Rock"                 | Luis Sérgio Carlini / Rita Lee                    | 3:40    |  |
| 2.             | "Lady Babel"                      | Lee Marcucci / Luís Sérgio Carlini / Rita Lee     | 3:30    |  |
| 3.             | "Coisas da Vida"                  | Rita Lee                                          | 3:20    |  |
| 4.             | "Bruxa Amarela"                   | Paulo Coelho / Raul Seixas                        | 2:35    |  |
| 5.             | "Departamento de Criação"         | Lee Marcucci / Luís Sérgio Carlini / Rita Lee     | 3:50    |  |
| 6.             | "Superstafa"                      | Lee Marcucci / Luís Sérgio Carlini / Paulo Coelho | 3:38    |  |
| 7.             | "Com a Boca no Mundo (Tico-tico)" | Lee Marcucci / Luís Sérgio Carlini / Rita Lee     | 3:56    |  |
| 8.             | "Posso Contar Comigo"             | Lee Marcucci / Luís Sérgio Carlini / Paulo Coelho | 3:52    |  |
| 9.             | "Troca-toca"                      | Rita Lee                                          | 4:28    |  |
| Duração total: | Duração total:                    | Duração total:                                    | 32:49   |  |

## Ficha técnica

### Músicos
- Luis Sérgio Carlini → Guitarras Ritmo, Solo, Slide, Havaiana, Talk Box, Craviola, Gaita, Percussão
- Lee Marcucci → Baixo, Percussão
- Paulo Maurício → Teclados, Sintetizador (cordas e metais), Vocais
- Sergio Della Monica → Bateria, Percussão, Tubular Bells
- Rubens Nardo → Vocais, Percussão
- Gilberto Nardo → Vocais, Percussão
- Rita Lee → Violão Acústico, Flautas do Xingu, Piano base em "Coisas da Vida"

### Produção de estúdio
Produzido por Peninha Schmidt
- Wagner Baldinato → Ass. de Produção
- José Luis Costa, Flávio Augusto e Luis Carlos Baptista → Técnicos de Gravação
- Jan e Gustavo Matula → Fotos e Arte
- Mônica Lisboa → Direção Geral
- Gravado no Estúdio Eldorado, São Paulo, no outono de 1976